# 新城街道 (七台河市)
新城街道，是中华人民共和国黑龙江省七台河市新兴区下辖的一个乡镇级行政单位。

## 行政区划
新城街道下辖以下地区：
民众社区、万福社区、芙蓉社区和朝阳社区。